# Bo Karenus
Bo Roland Karenus (* 10. März 1937 in Uppsala; † 25. Oktober 2007 ebenda) war ein schwedischer Eisschnellläufer.

## Werdegang
Karenus, der für den IF Thor aus Uppsala startete, nahm von 1951 bis 1967 an nationalen Wettbewerben teil und wurde dabei in den Jahren 1954, 1955 sowie 1957 schwedischer Juniorenmeister im Mehrkampf. International trat er erstmals bei der Mehrkampfeuropameisterschaft 1957 in Oslo in Erscheinung, wobei er den 20. Platz im Großen Vierkampf errang. In den folgenden Jahren lief er bei der Mehrkampfeuropameisterschaft 1958 in Eskilstuna auf den 21. Platz, bei der Mehrkampf-Weltmeisterschaft 1958 in Helsinki auf den 14. Rang, bei der Mehrkampfeuropameisterschaft 1959 in Göteborg auf den 22. Platz und bei der Mehrkampf-Weltmeisterschaft 1959 in Oslo auf den 12. Platz im Großen Vierkampf. Bei seiner einzigen Teilnahme an Olympischen Winterspielen im Februar 1960 in Squaw Valley belegte er den 28. Platz über 1500 m. In der Saison 1960/61 wurde er bei der Mehrkampfeuropameisterschaft 1961 in Helsinki Sechster und bei der Mehrkampf-Weltmeisterschaft 1961 in Göteborg Neunter im Großen Vierkampf. Letztmals international startete er bei der Mehrkampf-Weltmeisterschaft 1962 in Moskau, wo er den 22. Platz im Großen Vierkampf errang. Seine beste Platzierung bei schwedischen Mehrkampfmeisterschaften erreichte er in den Jahren 1959 und 1961 mit dem zweiten Platz.

## Erfolge

### Olympische Spiele
- 1960 Squaw Valley: 28. Platz 1500 m

### Mehrkampf-Weltmeisterschaften
- 1958 Helsinki: 14. Platz Großer Vierkampf
- 1959 Oslo: 12. Platz Großer Vierkampf
- 1961 Göteborg: 9. Platz Großer Vierkampf
- 1962 Moskau: 22. Platz Großer Vierkampf

### Mehrkampf-Europameisterschaften
- 1957 Oslo: 20. Platz Großer Vierkampf
- 1958 Eskilstuna: 21. Platz Großer Vierkampf
- 1959 Göteborg: 22. Platz Großer Vierkampf
- 1961 Helsinki: 6. Platz Großer Vierkampf

## Persönliche Bestleistungen
| Disziplin | Zeit        | Datum            | Ort          |
| --------- | ----------- | ---------------- | ------------ |
| 500 m     | 43,4 s      | 28. Januar 1961  | Östersund    |
| 1000 m    | 1:32,7 min  | 10. Februar 1965 | Stockholm    |
| 1500 m    | 2:13,8 min  | 17. Februar 1960 | Squaw Valley |
| 3000 m    | 4:48,6 min  | 20. Februar 1963 | Västerås     |
| 5000 m    | 8:05,4 min  | 16. März 1963    | Uppsala      |
| 10.000 m  | 16:56,0 min | 10. Februar 1963 | Oslo         |